# Jean Doukas (sébastokrator)
Pour les articles homonymes, voir Jean Doukas.
Jean Doukas ou Ducas (grec : Ιωάννης Δούκας, Iōannēs Doukas), (v. 1126 - v. 1200) était l'un des fils de Constantin Ange et Théodora Comnène, fille de l'empereur byzantin Alexis Ier Comnène et Irène Doukas, de la famille de laquelle Jean tire son nom.

## Carrière
Jean est le fils aîné de Constantin Ange, le fondateur de la lignée des Ange. Sa mère est Théodora Comnène, la septième enfant de l'empereur byzantin Alexis Ier Comnène et de l'impératrice Irène Doukas. Constantin et Théodora se sont mariés vers 1110-1115 et ont quatre fils et trois filles. Deux d'entre eux, Jean et Andronic (le père des futurs empereurs Isaac II Ange et Alexis III Ange) préfèrent utiliser le nom de leur grand-mère, qui jouit d'un plus grand prestige. La date de naissance de Jean est inconnue. Tout ce que l'on sait à propos de son âge est qu'il est déjà un homme âgé en 1185. Konstantinos Varzos, le généalogiste de la famille Comnène, estime que sa date de naissance se situe vers 1125-1127.

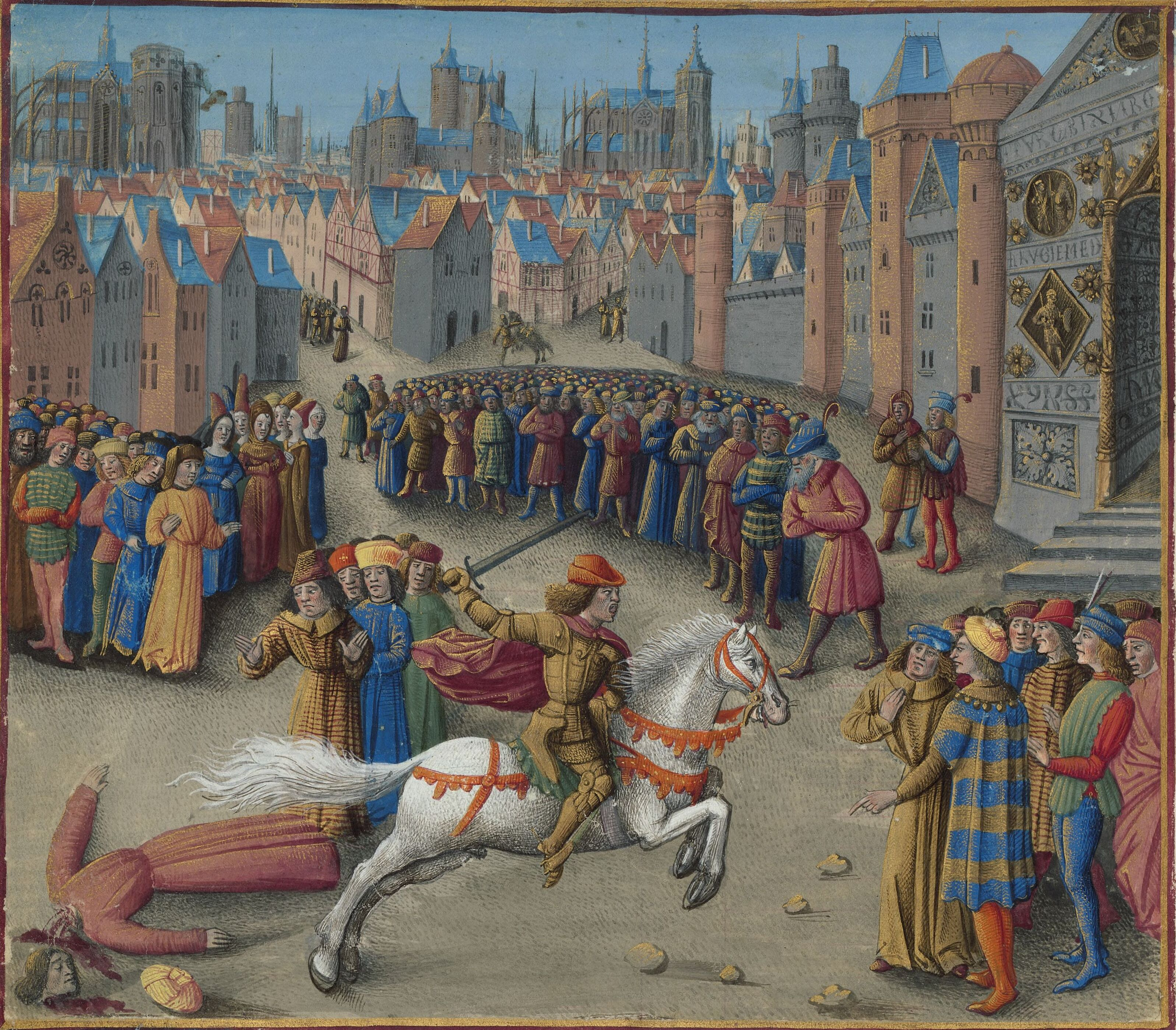
La mort d'Étienne Hagiochristophoritès. Miniature de Jean Colombe dans les Passages d'outremer (vers 1473), BnF.

Jean Doukas est attesté pour la première fois dans les sources en mars 1166. Il participe alors aux côtés de ses frères à un synode qui doit statuer sur l'interprétation de l'expression de Jésus Christ selon laquelle « Le Père est plus grand moi ». En 1176, avec son plus jeune frère Andronic, il participe comme commandant d'un régiment à la campagne contre le sultanat de Roum, qui se termine par la défaite byzantine à la bataille de Myrioképhalon. Au cours de la bataille, il est chargé par Manuel Ier de repousser les Seldjoukides, qui ont encerclé l'armée byzantine et la harcèlent à coups de flèches. Toutefois, en dépit d'une charge contre eux, Jean Doukas doit se replier.
Comme la plupart de ses parents issus de l'aristocratie, Jean s'oppose au règne tyrannique d'Andronic Ier Comnène entre 1183 et 1185. S'il est forcé de signer un engagement écrit de loyauté envers l'empereur, il suit son neveu Isaac Ange quand celui-ci tue Étienne Hagiochristophoritès, l'homme de confiance d'Andronic, va chercher refuge à Sainte-Sophie et suscite une rébellion dans la population de Constantinople. Le lendemain, ce soulèvement populaire met à bas le régime d'Andronic mais Isaac hésite à se faire couronner empereur. Selon Nicétas Choniatès et Théodore Skoutariotès, Jean aurait proposé de recevoir la couronne mais le peuple s'y oppose fortement, refusant d'être gouverné par un homme aussi âgé après l'expérience déplorable du règne d'Andronic (celui-ci était âgé de plus de soixante ans).

## Famille
Son premier mariage (le nom de son épouse est inconnu) lui donna deux fils :
1. Isaac Ange, qui épousa la fille d’Alexis Branas ;
2. Alexis Doukas Comnène Ange.

Il épousa en secondes noces une parente éloignée, Zoé Doukaina, la fille de Constantin Makrodoukas et petite-fille d’Isaac Comnène, le fils de l’empereur Jean II Comnène. Ils eurent trois fils :
1. Théodore Comnène Doukas, qui succéda à son demi-frère en tant que despote d’Épire ;
2. Manuel Comnène Doukas, qui succéda à Théodore en tant que souverain de Thessalonique ;
3. Constantin Comnène Doukas, qui succéda à Théodore en tant que souverain d’Acarnanie.

Il eut par ailleurs trois filles, dont les noms ne sont pas certains :
1. Une fille, qui épousa Matteo Orsini, comte de Céphalonie ; leur fils Riccardo fut comte de Céphalonie de 1260 à 1304 ;
2. Une autre épousa Michel Cantacuzène, qui, avec Théodore Branas, Jean Pétraliphas et d’autres, conspirèrent pour renverser Isaac II Ange et porter Alexis III Ange au pouvoir en 1195.

Il eut aussi un fils illégitime d’une maîtresse inconnue :
1. Michel Ier Doukas, né vers 1170, fondateur et premier dirigeant du despotat d’Épire.